# Can Bartu
Can Bartu (Isztambul, 1936. január 31. – Isztambul, 2019. április 11.) válogatott török labdarúgó, kosárlabdázó, sportújságíró.

## Pályafutása

### Klubcsapatban
A Fenerbahçe korosztályos csapatában kezdte a labdarúgást és a kosárlabdázást. Mindkét sportágban élvonalbeli és válogatott játékos lett. 1955 és 1961 között volt a Fenerbahçe labdarúgója. 1961 és 1967 között olasz labdarúgócsapatokban játszott. 1961–62-ben a Fiorentina játékosa volt és tagja volt a KEK-döntős csapatnak. A döntő első mérkőzésén pályára is lépett. A firenzei csapatnál az edzője Hidegkuti Nándor volt.  Ezt követően egy-egy idényt töltött a Venezia és újra Fiorentina csapatánál. 1964 és 1967 között a Lazio játékosa volt. 1967-ben hazatért Isztambulba és ismét a Fenerbahçében szerepelt. 1970-ben fejezte be az aktív labdarúgást. Az isztambuli csapattal három bajnoki címet és egy török kupagyőzelmet ért el.

### A válogatottban
1956 és 1968 között 26 alkalommal szerepelt a török labdarúgó-válogatottban és hat gólt szerzett. Hat alkalommal a török kosárlabda-válogatottban is szerepelt.

## Sikerei, díjai
Fenerbahçe SK
- Török bajnokság
  - bajnok (3): 1960–61, 1967–68, 1969–70
- Török kupa
  - győztes: 1968

 Fiorentina
- Kupagyőztesek Európa-kupája
  - döntős: 1961–62